# 베리어스 데이라이프
베리어스 데이라이프(Various Daylife)는 도키도키 그루브 워크스(DokiDoki Groove Works)가 개발하고 스퀘어 에닉스가 출시한 롤플레잉 비디오 게임이다. 게임 개발은 브레이블리 디폴트: 플라잉 페어리 및 옥토패스 트래블러 게임 개발을 담당한 핵심 직원이 주도했다. 2019년 애플 아케이드 서비스 전용 iOS, 2022년 닌텐도 스위치, 마이크로소프트 윈도우 및 플레이스테이션 4에서 출시되었다. 2023년 1월 23일 안드로이드 (운영체제) 출시와 함께 다양한 데이라이프 모바일이라는 유료 버전으로 iOS에서 다시 출시되었다.

## 게임플레이
콘솔 스타일 JRPG의 단순화된 버전으로 플레이된다. 여기서 플레이어는 정착민 그룹과 함께 새로운 땅을 여행하는 캐릭터로 플레이하고 탐험 팀에 합류한다.

## 평가
| 평가 |            |
| --- | ---------- |
| 통합 점수 통합사 점수 메타크리틱 NS: 63/100 [ 1 ] 평론 점수 평론사 점수 디스트럭토이드 6/10 [ 2 ] 닌텐도 라이프 [ 3 ] RPGamer 2.5/5 [ 4 ] |            |
| 통합 점수 |            |
| 통합사 | 점수       |
| 메타크리틱 | NS: 63/100 |
| 평론 점수 |            |
| 평론사 | 점수       |
| 디스트럭토이드 | 6/10       |
| 닌텐도 라이프 | [ 3 ]      |
| RPGamer | 2.5/5      |